# Murzim
Murzim (β CMa / β Canis Majoris / 2 Canis Majoris), també anomenada Mirzam o Murzam, és la quarta estrella més brillant de la constel·lació del Ca Major, darrere de Sírius (α Canis Majoris), Adhara (ε Canis Majoris) i Wezen (δ Canis Majoris). Es troba a 500  anys llum de distància del sistema solar.

## Nom
Murzim, Mirzam o Murzam són noms provinents de l'àrab مرزم, 'l'herald', probablement en al·lusió a la seva posició precedint la sortida de Sírius per l'horitzó.
També era coneguda per Al Kalb, 'el gos' corrent davant de Sírius, un nom antigament utilitzat en el desert. A la Xina, era anomenada Kuen She, 'el mercat dels soldats'.

## Característiques físiques
Catalogada com a gegant blava de tipus espectral B1II-III, Murzim és una estrella calenta amb una temperatura superficial de 25.800 K. La seva lluminositat és 34.000 vegades major que la del Sol, i com succeeix en estrelles de tipus O i B baixos, una part important d'aquesta radiació és emesa a la regió ultraviolada. El seu radi és 12 vegades major que el radi solar i, amb una massa al voltant de 15 masses solars, Murzim probablement és més una subgegant que una veritable gegant, una estrella a punt de concloure la fusió nuclear del seu hidrogen intern. Amb la seva elevada massa, el seu destí últim és acabar explotant com a supernova.
Murzim és una variable Beta Cephei; la seva brillantor oscil·la entre magnitud aparent +1,95 i +2,00 en un període de sis hores. Aquesta variació sembla estar relacionada amb el final de la fusió de l'hidrogen i amb canvis en l'estructura interna de l'estrella. És la més brillant d'aquest tipus de variables; pel que fa a aquestes estrelles, també se les ha anomenades variables Beta Canis Majoris.